# Tillandsia mitlaensis
Tillandsia mitlaensis là một loài thuộc chi Tillandsia. Đây là loài đặc hữu của México.

## Giống
- Tillandsia 'Anwyl Ecstasy'
- Tillandsia 'Anwyl Ecstasy #25'
- Tillandsia 'Jane Williams'